# Neobuxbaumia
Neobuxbaumia és un gènere de cactus. Són plantes natives de Mèxic. Sovint s'utilitzen en jardineria. El nom del gènere prové del botànic alemany Franz Buxbaum.

## Sinònims
Els gèneres Pseudomitrocereus Bravo i Buxb. i Rooksbya Backeb. han passat a ser sinònims del gènere Neobuxbaumania.